# Омограф
Омогра̀фите са думи, които се пишат по един и същ начин, но се различават по значение, произход (етимология) и произношение.

## Етимология
Думата омограф произлиза от гръцките омос (еднакъв) и графо (пиша).

## Примери
- вълна – (1) въ̀лна като „овча въ̀лна“ и (2) вълна̀ като „морска вълна̀“;
- чета – (1) чета̀ (изговаря се като /че.'тъ/) като „прочѝтам“ и (2) чѐта (изговаря се като /'че.та/ или /'че.тə/) като в „чѐтата на Христо Ботев“;
- дума – (1) ду̀ма като в изречението „Омографите са ду̀ми.“ и (2) като словоформения омограф ду̀ма, който е словоформата на глагола „ду̀мам“ в 3 л. ед. ч. (например: „И аз му думам, и тя му дума същото, но той не иска да чуе!“);
- коли – в смисъл на (1) „автомобили (колѝ)“, (2) „печатарски ко̀ли“, (3) „породата кучета ко̀ли“, както и (4) словоформата ко̀ли за 3 л. ед. число на глагола „ко̀ля“ и съвпадащата с нея нечленува омофонна словоформа за мн. ч. на разговорното название на напитката „ко̀ла“ (като в Ко̀ка-Ко̀ла, Пѐпси-Ко̀ла), например: „Изпих две ко̀ли.“;
- боя – като (1) „вещество, служещо за оцветяване, боядисване“ (изговаря се като /бо.'йа/), глаголът (2) „боя се“ (изговаря се като /бо.'йъ се/, синоним на глагола „страхувам се“) и (3) словоформата боя /бо'йъ/ за кратък член на думата „бой“ (в смисъл на „битка, схватка“).

В голям брой български печатни издания, за да бъде избегната известна двусмисленост поради наличие на омографи, се употребява знак за ударение, за да се поясни значението, което се има предвид. В съвременния книжовен български език основното ударение се отбелязва чрез знака „ ` “ (В Уникод: U+0060 GRAVE ACCENT (като отделен знак); за сливане с предходен знак: U+0300 COMBINING GRAVE ACCENT), поставен върху съответния гласен звук от ударената сричка на думата (например: пѐсен), а вторичното ударение – чрез знака „ ´ “ (В Уникод: U+00B4 ACUTE ACCENT (като отделен знак); за сливане с предходен знак: U+0301 COMBINING ACUTE ACCENT).

## Възможни проблеми
В миналото за отбелязване на основното ударение в писмени текстове на книжовен български език се е използвал обратният на сегашната практика знак („ ´ “ – „акут“ или „остро ударение“). Не е ясно кога е настъпила смяната на единия знак с другия в писмения български език, но съвременната писмена норма в българския език изисква употребата на наклонения диагонално от горе надолу и от ляво надясно знак „гравис“ („тежко ударение“). Разликата между двата знака е само в посоката на диагоналната надредова (диакритична) чертица. Някои възрастни българи продължават да спазват старата практика в това отношение и не са наясно с новата, освен ако не попаднат на употребата ѝ в по-нови публикации, написани грамотно според актуалните правила на книжовната норма на съвременния български език.

## Представяне на знака за ударение чрез кодировки на знаците в цифрови електронни текстове за компютри
Знакът за основно ударение „ ` “ („гравис“) може да бъде добавен към предходен печатим знак в HTML, XML и XHTML) чрез добавянето на десетичния код #768;, който представлява един от начините за кодиране на индекса (фиксираната кодирана числена позиция) на знака според международния стандарт Уникод за кодировка на знаци за електронен текст.